# Генералов, Евгений Васильевич
Евге́ний Васи́льевич Генера́лов (род. 24 октября 1931) — советский государственный и политический деятель. Депутат Верховного Совета УССР 10-12-го созывов.

## Биография
Родился 24 октября 1931 года в селе Чемодановка (ныне — Бессоновского района Пензенской области). Окончил Пензенский индустриальный институт (1954), инженер-электрик.
С 1954 года работал на предприятиях судостроительной промышленности: старший мастер, начальник конструкторского бюро, заместитель главного инженера, главный инженер завода «Молот» в г. Петровск-Саратовский РСФСР.
Член КПСС с 1958 года.
В 1971—1979 — директор Севастопольского приборостроительного завода «Парус».
С 1979 по 18 октября 1989 — председатель исполнительного комитета и Севастопольского городского Совета народных депутатов.
С 1989 — эксперт-представитель Торгово-промышленной палаты СССР в Польше, директор филиала харьковского Легбанка в г. Севастополь. Неоднократно избирался депутатом Севастопольского горсовета.
Депутат Верховного Совета УССР 10-11-го созывов, с 1990 по 1994 год был депутатом Верховной Рады Украины.

## Награды
- орден Ленина
- орден Октябрьской Революции
- орден Трудового Красного Знамени.

## Ссылка
- Укррегіони